# Buchanan (Michigan)
Buchanan é uma cidade localizada no estado americano de Michigan, no Condado de Berrien.

## Demografia
Segundo o censo americano de 2000, a sua população era de 4681 habitantes. 
Em 2006, foi estimada uma população de 4470, um decréscimo de 211 (-4.5%).

## Geografia
De acordo com o United States Census Bureau tem uma área de 
6,4 km², dos quais 6,2 km² cobertos por terra e 0,2 km² cobertos por água.

## Localidades na vizinhança
O diagrama seguinte representa as localidades num raio de 16 km ao redor de Buchanan. 